# Sister Sledge
 (mars 2017).
Si vous disposez d'ouvrages ou d'articles de référence ou si vous connaissez des sites web de qualité traitant du thème abordé ici, merci de compléter l'article en donnant les références utiles à sa vérifiabilité et en les liant à la section « Notes et références ».
Sister Sledge est un groupe américain de funk, formé à Philadelphie fin 1971.

## Membres
Le groupe est formé par quatre sœurs toutes nées à Philadelphie (Pennsylvanie) :
- Deborah (« Debbie », « Debra »), née le 9 juillet 1954 ;
- Joan (« Joni Sledge »), 13 septembre 1956 - 10 mars 2017 ;
- Kim, née le 21 août 1957 ;
- Kathy Sledge, née le 6 janvier 1959.

## Historique

### Les débuts
Les sœurs Sledge ont entre 12 et 17 ans à leurs débuts de choristes dans leur église locale. Elles sortent leur premier single en 1971, sous le nom de Sisters Sledge. La ballade Time will tell/Brand new generation sera publiée par la maison de disques de Philadelphie Money Back. Ce single est suivi du jazzy Weatherman chez Atco (en 1972 avec la chanson sur chaque face du 45 tours) et de Mama never told me (en août 1973 avec Neither one of us en face 2). Ce single sera accompagné d'autres chansons, suffisamment pour faire un album qui cependant ne sera pas publié. Le single suivant, Love don't you go through no changes on me, sera leur premier succès (no 31 R&B et no 92 pop) publié en novembre 1974. Ce simple coécrit par Gwen Guthrie s'approche du style des Supremes et des Three Degrees, avec des voix affirmées et un style dont elles ne se déferont guère. La chanson est incluse avec sa face B Don’t you miss him now sur leur premier album, Circle of love, publié en janvier 1975 chez Atco. En 1975 elles lancent aussi chez Atco, Love has found me, un 45-tours non-inclus sur l’album. Il est distribué aux DJs avec la chanson sur les deux faces.
Après une escapade avec Brad Shapiro qui ne donnera rien de concret, elles lancent Have love will travel/Thank you for today en juillet 1976 (no 78 R&B), puis Love has found me/Love ain’t easy et Cream of the crop/Love ain’t easy en novembre 1976, classé no 100 R&B. Ces singles sont publiés chez Cotillion, maison de disques qu'elles garderont jusqu'en 1983, avant d'être publiés directement par la maison-mère Atlantic (dont Atco est une division).
En mai 1977 sort Blockbuster boy, single qui se classera no 61, suivi de l'album Together en août. Il est réalisé par Michael Kunze et Sylvester Levay et a logiquement un côté très Silver Convention, nouveau pour Sister Sledge. En 1978 elles sortent un 45 tours : I’ve seen better days. Il sort chez Cotillion et est envoyé aux DJs avec la chanson sur chacune des deux faces.
Ces longs débuts, assez frustrants commercialement, avaient été accompagnés de tournées avec les Spinners, et d'un concert au Zaïre devant les 80 000 personnes venues voir le combat Ali/Foreman. Elles avaient parallèlement gagné un prix d'argent au festival de musique de Tokyo tandis que Kathy avait joué dans The Wiz à Broadway avec Stephanie Mills et Tasha Thomas. Elles lorgnaient aussi du côté de la télévision, en jouant lors du jeu Musical chairs ; Joni eut aussi un rôle dans un feuilleton.

### We Are FamilyetLove Somebody Today
Alors qu'elles étaient sur le point de tout abandonner, leur maison de disques les confie à Bernard Edwards et Nile Rodgers qui enregistraient leur second album, ayant débuté en 1977 avec Chic et C'est Chic. C'était la première fois qu'ils endossaient les rôles de réalisateurs artistiques pour des artistes extérieurs à leur groupe (Norma Jean, pour qui ils venaient de réaliser un disque était leur ancienne chanteuse). La chanson salvatrice pour Sister Sledge, sortie peu après Le Freak de Chic, sera He's the Greatest Dancer. Commercialisée en décembre 1978, elle se classera no 9 pop et no 1 R&B aux États-Unis puis no 6 en Angleterre au printemps 1979. Elle aurait dû à l'origine être chantée par Chic, alors que Sister Sledge aurait chanté I Want Your Love. Finalement, elles ne feront que les chœurs de cette chanson, plus adaptée à la réserve des chanteuses de Chic, Alfa Anderson et Luci Martin.  
Le LP, intitulé We Are Family, suit en janvier 1979 et est accompagné en avril du simple du même nom classé no 2 pop et no 1 R&B (puis no 8 en Angleterre). L'album We Are Family devient disque de platine (classé no 3) et le single disque d'or. La chanson We Are Family servira d'hymne aux gays, aux féministes, voire à toute réunion familiale, et sera la chanson du championnat mondial des Pirates de Pittsburgh. Un troisième single sera tiré de l'album, Lost in Music, no 35 R&B sorti en juillet. 
L'album suivant, Love somebody today tente de faire évoluer l'association entre les réalisateurs artistiques et leurs interprètes. Paru en février 1980, il est précédé en décembre 1979 de la chanson Got to love somebody (pop no 64 et R&B no 6). Suit Reach your peak en mars (pop no 101 et R&B no 21). Le LP est classé no 31.

### Les années 1980
En janvier 1981 sort le single All American girls qui se classe no 6 disco, no 79 pop et no 3 R&B (no 41 anglais), suivi par le LP du même nom en février, classé no 31. All American girls est co-réalisé par N. M. Walden - qui vient de révéler Stacy Lattisaw, aussi chez Cotillion - et Sister Sledge. La chanson All American girls s'approche de We are family ; cependant, son féminisme est atténué dans la version commercialisée. L'autre hit marquant est le single He's just a runaway (R&B no 32), sorti en juin. Le 12" est une version tendant vers le reggae, première chanson entièrement réalisée par les Sledge. C'est aussi la face 2 du 7". La face 1 est un classique « eurodisco » - pour les États-Unis - avec un solo de guitare. Le troisième single est Next time you’ll know, no 28 R&B. Avec l'album All American girls, les Sister Sledge optent pour une image plus dynamique (If you really want me, rallongé pour un maxi anglais, Ooh you caught my heart et Music makes me feel good étant les titres complétant le tableau), image qui sera confirmée en janvier 1982 quand elles sortent l'auto-réalisé The Sisters. Le single à succès est la reprise de My guy, parue deux semaines avant le LP : il sera classé no 23 pop et no 14 R&B tandis que l'album ne décollera pas du no 69. Le 45-tours suivant est la reprise de All the man I need de Linda Clifford. Sorti en avril, il se classe no 45, dans une version légèrement raccourcie par rapport à celle de l'album. À côté de Clifford, relayée par des violons, Sister Sledge propose une version « néo-classique » tirant vers le crooning - avec un covocaliste, David Simmons. 
L'album suivant, Bet cha say that to all the girls (classé no 169), sort en avril 1983 précédé de dix jours par le single B.Y.O.B (no 22 R&B). En août sort Gotta get back to love (no 56 R&B). Comme d'habitude, l'album est accompagné de slows et de morceaux plus rythmés (Shake me down ou Thank you for the party, reprise de Bugatti et Musker dont la version originale était sortie sur leur album en 1982).
En 1984, les Sledge sortent des remixes de We are family (remixé par Bernard Edwards) et de Lost in music (remixé par Nile Rodgers, qui en accentue la basse). Ce dernier titre sera numéro 4 en Angleterre et atteindra les 250 000 exemplaires vendus (classé quinze semaines entre septembre 1984 et juin 1985) tandis qu'en juin, Thinking of You (extrait de We are family) s’était classé no 11 en Angleterre. Trois maxis sont sortis à ce moment-là en Angleterre : le remix de We are family avec My guy/Canadian sunset (1982) et All American girls (1981) en face 2, le remix de Lost in music avec Smile (1983) en face 2 et enfin un dernier avec les We are family, Lost in music et Thinking of You. Nile Rodgers réalise leur album suivant, When the boys meet the girls (mai 1985), chez Atlantic. Accompagné d'une pochette ouvertement axée vers un public adolescent (alors que précédemment, elles jouaient plus sur un certain aspect adulte), ce disque aura du succès en Angleterre : le single rétro Frankie sera no 1 dans ce pays pendant un mois et atteindra le demi-million de ventes. Sorti quinze jours avant le LP, ce 45-tours ne se classera que no 75 pop et no 32 R&B aux États-Unis. Le second single, Dancing on the jagged edge sorti en juin ne sera classé que no 71 R&B aux États-Unis.
De 1985 à 1990, elles réalisent des chansons pour des bandes-originales de films, dont Here to stay, thème du film Playing for keeps (1986), Keeping good loving pour Action Jackson (1988) et Livin' the good life pour Coming to America (coécrit et réalisé par Nile Rodgers), tandis que Kathy et son époux écrivent pour d'autres chanteurs, après avoir participé à la B.O. du film sur la lambada (MGM 1990).

### Après les années Atlantic
En 1989 Kathy Sledge signe chez Epic et sort Heart en 1992 (no 86 R&B). Elle retourne dans les charts avec All of my love (no 57 R&B), Take me back to love again (no 1 dans les clubs, no 5 en ventes de maxis, no 24 R&B) et Heart (Revival Mix) (no 16 dans les clubs et no 13 en ventes de maxi) tandis que ses trois sœurs travaillent sur un disque en Europe.
Ces dernières interprètent un nouveau single, World, rise and shine, et sont incluses sur l'album des reprises des trois hits de We are family, ainsi quede trois chansons de Chic: I want your love, Everybody dance et Good times. L'album réalisé en Italie par Pippo Landro en 1992 s'intitule And now... Sister Sledge... again ou And now... Sledge... again. Il est en effet disponible sous deux formes respectivement : la version italienne, composées de onze chansons courtes, et la version allemande, composée de huit chansons longues. Les reprises, en particulier I want your love, We are family et Lost in music ont droit à deux mixages différents, selon les albums. Les titres entièrement inédits sont World rise & shine et Get a life. Sur le disque italien, on trouve en plus True love, Walking in the light et Real love. L'album est soutenu par plusieurs singles : le premier contient We are family et I want your love tandis que le second propose des remixes de World rise and shine et de Good times avec en prime Get a life en version courte sur la version CD. Sur le vinyle, on retrouve un remix supplémentaire de Good times mais pas World rise and shine. Ce dernier single est sorti en 1993. Un autre est sorti aux Pays-Bas avec Lost in music en version courte, en version longue de 8 minutes et Good times.
L’année 1993 est aussi une année que les sœurs avaient abordée avec des « Sure is Pure remixes », des versions originales de We are family et Lost in music, réalisés en Angleterre. Si les premiers sont des remixes house, qui ne rompent pas avec la version disco, les seconds sont des remixes techno. Un troisième single de remixes est celui de Thinking of You (de Ramp et de Joey Negro). We are family se classe no 5 fin janvier 1993 en Angleterre.
En 1995, un disque en public est distribué par de nombreux labels bon-marché. La version la plus complète est celle proposée par Hallmark l'année suivante sous le titre We are family, live. On retrouve He's the greatest dancer et We are family mais aussi Thinking of You, Frankie (le concert est enregistré en Angleterre), Everybody dance, True love et deux compositions des sœurs Brother brother stop ainsi que Love of the lord. Le morceau Lost in music dure 22 minutes 30, dont un segment, Melody is good to me est écrit par les Sledge.
En 1995, Kathy Sledge sort le single Another day' en Angleterre avec des remixes de D-Influence, Roger Sanchez et Hani. Son presque homonyme Another star sort la même année avec des remixes de Roger Sanchez et de Joe Vanelli. En 1997 elle collabore aussi avec l’Italien Robert Miles pour le bon simple Freedom remixé entre autres par Frankie Knuckles.
Good times de 1992 est remixé pour un 12" en 1997. Il est suivi d'autres 12" et fin 1997 une compilation de ces remixes sort en Australie ; elle contient deux versions de chacune des chansons suivantes : We are family, Good times, Everybody dance et Lost in music. Ces remixes sont faits en Italie.
En février 1998, les trois Sledge sortent l'album African eyes sur le petit label Fahrenheit (enregistré fin 1997), un album plus mûr que ses prédécesseurs, qui s’éloigne de la musique de boîte avec ses accents hip-hop africanisés.

### À partir de 1998
En 1998, un nouveau remix de We Are Family par Marley Marl sort, mais accompagné cette fois-ci de remixes de He's the Greatest Dancer (par Brutal Bill Marquez) et de Thinking of You (par Ramp et Joey Negro, ceux de 1993). Ces quatre remixes se trouvent sur la compilation de remixes de tubes disco intitulée Everybody dance ! Remixed dance classics, où l'on trouve aussi leurs cousins de Chic Dance, Dance, Dance (Yowsah, Yowsah, Yowsah), Everybody Dance, I Want Your Love et Good Times. Un maxi est sorti en Espagne avec les nouveaux remixes de He’s the Greatest Dancer et de We Are Family, couplés aux versions originales. Aux États-Unis, He’s the Greatest Dancer est accompagné de trois autres remixes de la compilation (Chic et Sugarhill Gang).
En 1999, les trois sœurs se retrouvent aussi sur l’album en public de Chic Live at the Budokhan enregistré en 1996.
Un album de nouveaux remixes sort en 2001 chez Hyptonic, Remixed Super Dance Hits. Les versions choisies sont celles jouées en public datant de 1996. Les remixes sont faits en Californie par Julian Beeston et Julian Synne, des disc-jockeys aux sonorités breakbeat et big beat (au croisement du hip-hop et de la techno). Seul un remix n’est pas dû à l’un d'eux : le remix de Frankie par Peebles De’Young. Enfin, We Are Family sort dans une nouvelle version sur le label Tommy Boy, chanté par une chorale de stars. Ce disque réalisé par Nile Rodgers est une aide aux victimes de l’attentat du 11 septembre 2001. Cette chanson existe remixée par Thunderpuss. Toujours en 2001, Debbie Sledge sort Let's Get Together avec les Gibson Brothers et Jimmy Helms.
Fin 2002, le groupe Wackside sort sept remixes de Lost in Music titrés « Wackside vs. Sister Sledge » pour la série de dessins animés Funky Cops de MTV (Polydor Allemagne).
Un double-maxi sort l'année suivante chez Vinyl Addiction en Angleterre. Il contient We Are Family et Lost in Music en version originale, ainsi que des remixes de Choo Choo. En 2005, un autre remix de We Are Family sort sur la compilation Atlantiquity. Le remix de We are family est signé Daz-I-Kue.
En 2011, Rhino France sort une compilation de Chic réunissant leurs grands succès ainsi que ceux qu’ils ont réalisés pour d’autres artistes. Intitulée The Chic Organization vol. 1 : Savoir Faire, elle concerne la période 1977-1983 ; les Sister Sledge y sont représentées par six chansons : He’s the Greatest Dancer, We Are Family, Lost in Music, Thinking of You, Got to Love Somebody et Reach Your Peak. Elles sont en version intégrale originale, à l'exception de Lost in Music et Thinking of You, remixées par Dimitri from Paris. Des versions un peu différentes sont téléchargeables sur Internet.

## Discographie (albums studio)
- 1975 : Circle of Love
- 1977 : Together
- 1979 : We Are Family
- 1980 : Love Somebody Today
- 1981 : All American Girls
- 1981 : The Sisters
- 1983 : Bet Cha Say That to All the Girls
- 1985 : When the Boys Meet the Girls
- 1997 : African Eyes
- 2003 : Style